# Miejska Hala Targowa
Miejskie Hale Targowe w Gdyni – zabytkowy zespół hal, mieszczący się na ul. Wójta Radtkego 36/40 w Śródmieściu Gdyni.
Zostały zbudowane w latach 1935-1938 według projektu Jerzego Müllera i Stefana Reychmana. Stanowią jeden z nielicznych przykładów konstruktywizmu w polskiej architekturze. Na zespół hal składały się: największa owocowo-warzywna, połączona z mięsną w kształcie litery L i osobna, rybna.
Największa hala – Hala Łukowa – posiada dachowe przykrycie o parabolicznym kształcie, opartym na dwuprzegubowych łukach o konstrukcji stalowej z wypełnieniem ceramicznym, według systemu Förstera. Hala mięsna została przykryta niemal płaskim, dwuspadowym dachem, opartym na konstrukcji dwuprzegubowych więzarów. Hala rybna posiadała konstrukcję stalową, wspartą na żelbetowych podporach. Według badaczki architektury gdyńskiej, Marii Sołtysik, zadaszenie hali mogło wzorować się na hangarze lotniska Orly Le Corbusiera z 1916 roku. Zespół gdyńskich hal targowych został wpisany do rejestru zabytków nieruchomych.
Wybuch drugiej wojny światowej sprawił, że Hale wykorzystywane były tylko półtora roku – władze niemieckie przeznaczyły pomieszczenia hali na magazyny części i elementów konstrukcyjnych samolotów. Po zajęciu Gdyni przez siły Związku Radzieckiego halę przez kilka miesięcy zajmowały wojska rosyjskie. W maju 1945 roku wydano zezwolenie na prowadzenie hurtu owocowego i warzyw. Z czasem w sprzedaży zaczęły pojawiać się inne asortymenty, w tym zachodnia odzież przywożona na statkach przez marynarzy i rybaków.
W późniejszych latach halę poddano gruntownej modernizacji, a wolne tereny zostały zagospodarowane i zadaszone. Ze względu na swoje walory konstrukcyjne i architektoniczne w 1983 roku Hala Targowa w Gdyni została wpisana do rejestrów zabytków. W 2012 r. podjęty został remont dachu w Hali Łukowej.